# 性染色體異常
 性染色體異常屬於一種遺傳病，為一條或多條性染色體的丟失、損傷或添加，並伴隨多種症狀。

## 成因
大部分性染色體的異常是由於精子或卵子在減數分裂錯誤造成，屬突發性很少會再遺傳，機率約在1/1000～1/3000，父或母的年齡較高也是原因之一，性染色體異常的孩子外型及智力大多正常，極少數會有輕度智能不足，但是可能會有性腺的發育的問題。

## 人類的性染色體異常
- 透納氏症
- X0/XY嵌合體
- 46,XX/XY
- 三染色體X症候群
- 克氏症候群
- XYY
- XXY
- XXXX
- XXXY
- XXYY
- XYYY
- XXXXY综合征
- XYYYY综合征
- XXXXX
- XX性腺發育不全
- XY性腺發育不全
- XX男性綜合症